# El casoplón
El casoplón es una película española de comedia de 2025, dirigida por Joaquín Mazón y escrita por Roberto Jiménez. Está protagonizada por Pablo Chiapella, Raquel Guerrero, Nerea Pascual, Álvaro Lafuente y Noah Casas. Se estrenó en cines españoles el 16 de abril de 2025, con distribución de Buena Vista International España.

## Trama
Buscando escapar de un desastroso verano, una familia de cinco decide quedarse a dormir en el casoplón vacío donde el padre, Carlos (Pablo Chiapella), está ejerciendo un trabajo temporal de jardinero durante dos semanas.

## Reparto
- Pablo Chiapella como Carlos
- Raquel Guerrero como Toñi
- Nerea Pascual como Alba
- Álvaro Lafuente como Mateo
- Noah Casas como Elisa
- Edurne como ella misma
- Nur Levi como Elena
- Iñaki Miramón[2]como Jaime
- María Córdoba como Estefanía.

## Producción
El 21 de agosto de 2024, se anunció que el rodaje de la película El casoplón había comenzado bajo la dirección de Joaquín Mazón. Pablo Chiapella, Raquel Guerrero, Nerea Pascual, Noah Casas, Álvaro Lafuente, Edurne e Iñaki Miramón fueron anunciados como los actores protagonistas de la película. El rodaje de la película tuvo lugar a lo largo de seis semanas en Madrid, Las Rozas, Bilbao y Basauri.
Edurne también interpretó la canción original "Bailar con el viento" para la película.

## Lanzamiento y marketing
Cuando el rodaje de la película se anunció por primera vez, Buena Vista International España programó su estreno en cines españoles para el 11 de abril de 2025. Sin embargo, en febrero de 2025, cuando el tráiler finalmente salió, la película fue atrasada al 16 de abril de 2025.